# 24h Berlin – dzień z życia
24h Berlin – dzień z życia – 24-godzinny film dokumentalny o Berlinie i jego mieszkańcach, który w czasie rzeczywistym relacjonuje dzień z życia ponad 50 bohaterów różnych zawodów, klas społecznych, religii i grup etnicznych. Materiał nagrano 5 i 6 września 2008 roku, a pierwsza emisja odbyła się 5 i 6 września 2009 roku. Za pomysł i reżyserię całości odpowiedzialny był Volker Heise.

## Produkcja
Podczas ponad trzech lat przygotowań przesłuchano 500 potencjalnych bohaterów oraz zatrudniono 80 ekip filmowych złożonych z 316 osób. Nagrywanie materiału rozpoczęto jednocześnie we wszystkich dzielnicach Berlina w piątek 5 września 2008 roku o godz. 6:00 i zakończono o godz. 6:00 następnego dnia. Zgromadzono 750 godzin materiału, który następnie przez prawie rok był montowany przez dziesięcioosobowy zespół montażowy.
W skład zaangażowanych w projekt zespołów filmowych weszli m.in. reżyserzy: Brigitte Bertele, Arpad Bondy, Thomas Heise, Romuald Karmakar, Volker Koepp, Elfi Mikesch, Rosa von Praunheim, Andres Veiel, Andreas Voigt, Dominik Wessely, a także kamerzyści: Frank Griebe, Benedict Neuenfels i Thomas Plenert. Do najbardziej znanych bohaterów należą: Daniel Barenboim, Thomas de Maizière, Kai Diekmann, Gerd Harry Lybke, Werner Sonne, Ricardo Villalobos, Paul van Dyk, Sasha Waltz i Klaus Wowereit.

## Budowa
Dokument podzielony jest na części trwające od 20 do 30 minut. Historie bohaterów rozciągają się na kilka godzin, a w niejednym przypadku nawet na całą dobę. Poszczególne wątki przeplatają się ze sobą, a po wprowadzeniu nowych bohaterów, prezentowane są dalsze losy poznanych już osób. W międzyczasie prezentowane są odpowiedzi przechodniów pytanych przed kamerą na różne tematy, a także przesłane przez berlińczyków krótkie filmy. Akcji towarzyszą również komentarze z danymi dotyczącymi geografii i infrastruktury Berlina.

## Emisja
Pierwsza emisja odbyła się jednocześnie w kilku europejskich stacjach telewizyjnych: w Niemczech były to zaangażowane w produkcję ARTE i rbb, w Holandii Holland Doc 24, a w Finlandii YLE Teema. Dokument miał premierę dokładnie rok po zgromadzeniu materiału, emisja rozpoczęła się 5 września 2009 roku o godz. 6:00 i trwała pełne 24 godziny. Czas trwania danej części odpowiadał rzeczywistemu czasowi emisji.
W następnym tygodniu telewizja rbb ponownie wyemitowała dokument, tym razem w sześciu czterogodzinnych częściach w programie nocnym. Od listopada 2009 roku kilku nadawców zaprezentowało 110-minutową filmową wersję dokumentu pod tytułem 24h Berlin – Der Film.
Cały dokument wraz z materiałami zakulisowymi został wydany w listopadzie 2009 roku na ośmiu płytach DVD.
W 2012 roku Deutsche Kinemathek opublikowała archiwum internetowe dokumentu. Pod hasłem First we take Berlin (Najpierw bierzemy Berlin) zamieszczono około 750 godzin surowego materiału.

## Odbiór
Dla Ursuli März z tygodnika Die Zeit dokument jest „wyjątkowym projektem w historii niemieckiej telewizji, projektem zasługującym na rekord Guinnessa”. Ursula März chwali „wprowadzenie tej formy ciekawości, o której niemal zapomniano z powodu mającego obsesję na punkcie intymności wulgarnego podglądania w stylu tabloidów i tandetnej telewizji: ciekawości z udziałem empatii, pełnej szacunku w każdej sekundzie, z zachowaniem godności, i właśnie dlatego jest to pewnego rodzaju obserwacja poetycka”. Rezultat jest „po prostu niesamowicie interesujący”.
Christiane Peitz stwierdziła w Der Tagesspiegel, że zamysł reżyserów „padł ofiarą wyprasowanego na gładko cyfrowego ujednolicenia”. „Dogłębne powodowane ciekawością poznanie wymaga cierpliwości. 24h Berlin oferuje jednak coś przeciwnego: poćwiartowane miasto, sformatowany dzień. Jedyną kwestią, która spaja film, jest lektor podający mnóstwo danych liczbowych o mieście [...] i wypowiadający tyle truizmów wzbudzających podejrzenie, że producenci zwracają się albo do zupełnie głupiej, albo do pozaziemskiej publiczności”.
Christian Buß w tygodniku Der Spiegel nazwał dokument „rodzajem antropologicznego archiwum”. Jest to „największa do tej pory próba oszukania nieustannego pojawiania się i przemijania”. Dodaje, że „to niezwykłe, jak Heise [...] wydestylował niezwykle dużą liczbę indywidualnych losów z masy materiału i anonimowości wielkiego miasta”.
Torsten Körner napisał w Funk Korrespondenz 18 września 2009 roku: „Jako szkoła postrzegania, 24h Berlin zachęcił widzów do bliższego przyjrzenia się ich własnemu życiu i temu, co oglądają, ponieważ przełamując wszystkie popularne formaty, ten dokument pokazał, jak ograniczone i przewidywalne są codzienne programy telewizyjne. I to jest sedno: ten film zerwał z codziennością radykalnie zanurzając się właśnie w codzienności. [...] 24h Berlin to koło ratunkowe w morzu telewizji, coś, czego możemy się trzymać. 24h Berlin to medialny nakaz nieufności wobec mediów, a więc także wobec telewizji, które nie ufają same sobie w zakresie możliwości uratowania nas. Gdy telewizja nic nam nie daje, nie daje prawdziwych odczuć ani wiedzy, lepiej ją wyłączmy. I właśnie dlatego 24h Berlin to także najdłuższa krytyka telewizji wszech czasów”.
Fritz Wolf stwierdził w wydaniu 71/2009 epd medien: „Widać, że udany projekt 24h Berlin to znacznie więcej niż lustro, w którym telewizja odbija prawdziwe życie. Można to rozumieć jako zrealizowaną z wielką umiejętnością próbę przeciwdziałania powszechnemu znikaniu rzeczywistości z mediów za pomocą czegoś namacalnego i wiarygodnego, zanim awatary Twinity obsadzą naszą wiedzę o obrazie i o świecie”.

## Nagrody
24h Berlin – dzień z życia był nominowany do Nagrody Adolfa Grimme’a w 2010 roku w kategorii Informacja i kultura / Seriale i utwory wieloczęściowe. Ponadto Volker Heise (pomysł i reżyseria) i Thomas Kufus (produkcja) zostali również nominowani do nagrody specjalnej. 21 maja 2010 roku Thomas Kufus i Volker Heise otrzymali nagrodę Bayerischer Fernsehpreis. W 2010 roku Volker Heise otrzymał Nagrodę Roberta Geisendörfera (nagroda specjalna). Za opracowanie i produkcję Volker Heise i Thomas Kufus otrzymali również nagrodę Deutscher Fernsehpreis w roku 2010 w kategorii Wybitne osiągnięcie w kategorii Informacja.